# Roberto Riveros
Roberto Ignacio Riveros Uribe (Santiago, 27 febbraio 1996) è un calciatore cileno, attaccante dell'Cobreloa.

## Caratteristiche tecniche
È un Attaccante.

## Palmarès
- Campionato cileno: 1

Colo Colo: 2015 (A)